# Rally Pačejov
Rally Pačejov (dříve též Rally Agropa či do roku 1980 Rallye Osvobození) je jedna ze soutěží Mistrovství České republiky v rallye. Jezdí se na plzeňsku a jejím centrem je město Horažďovice. Soutěž se jezdila v rámci sérii Oblastní Přebor A (1977–1983), Přebor ČSR (1984, 1986, 1988), SKP A (1985, 1987, 1989) MČFR/MČR (1993–1999, 2020–?), MČR-Sprintrally/Rallysprint Série (2000–2019), Mistrovství ČR v rally (2010-). Nejúspěšnějšími  jezdci jsou zde Jan Dohnal a Jan Kopecký, kteří zde zvítězili 4×. První dva ročníky soutěže se jely jako závod pravidelnosti.
Soutěž se jezdila v letech 1974–1980, 1983–1989, 1993–2008, 2010–dosud.

## Seznam vítězů Rally Pačejov
| #  | Název soutěže          | Rok  | Jezdec             | Spolujezdec      | Vůz                            | Centrum Soutěže | Šampionáty             |
| -- | ---------------------- | ---- | ------------------ | ---------------- | ------------------------------ | --------------- | ---------------------- |
| 3  | Rallye Osvobození      | 1976 | Ivan Cipra         | Zíka Milan       | Škoda 120 S                    | Pačejov         | Oblastní přebor A      |
| 4  | Rallye Osvobození      | 1977 | Josef Kukelka      | Charouz Antonín  | Škoda 120 S                    | Pačejov         | Oblastní přebor A      |
| 5  | Rallye Osvobození      | 1978 | Jiří Břichnáč      | Šteffek Milan    | Lada 2101                      | Pačejov         | Oblastní přebor A      |
| 5  | Rallye Osvobození      | 1979 | Josef Starý        | Petr Václav      | Škoda 130 RS                   | Pačejov         | Oblastní přebor A      |
| 6  | Rallye Osvobození      | 1980 | Milan Dolák        | Šteflová Marie   | Škoda 110                      | Pačejov         | Oblastní přebor A      |
| 7  | Rallye Pačejov         | 1983 | Václav Hortenský   | Orlíček Miroslav | Škoda 130 RS                   | Pačejov         | Oblastní přebor A      |
| 8  | Rallye Pačejov         | 1984 | Dušan Bubník       | Kuhn Oto         | Lada 2103                      | Pačejov         | Přebor ČSR             |
| 9  | Rallye Pačejov         | 1985 | Antonín Stahl      | Stahl Jan        | Lada 2101                      | Pačejov         | SKP A                  |
| 9  | Rallye Pačejov         | 1986 | František Fadrný   | Štanc Pavel      | Lada VFTS                      | Pačejov         | Přebor ČSR             |
| 10 | Agrorallye Pačejov     | 1987 | Jiří Pošík         | Císař Jiří       | Škoda 130L                     | Pačejov         | SKP A                  |
| 11 | Agrorallye Pačejov     | 1988 | Ivan Pachner       | Kulíšek Jiří     | Lada 2105                      | Pačejov         | Přebor ČSR             |
| 12 | Agrorallye Pačejov     | 1989 | František Fadrný   | Fadrná Libuše    | Peugeot 205 GTi                | Pačejov         | SKP A                  |
| 13 | Rally Agropa           | 1993 | Milan Dolák        | Milan Dolák      | Ford Escort RS Cosworth        | Pačejov         | MČSFR                  |
| 14 | Rally Agropa           | 1994 | Václav Sedmidubský |                  | Ford Escort RS Cosworth        | Olšany          | MČR                    |
| 15 | Rally Agropa           | 1995 | Jiří Pošík         |                  | Renault Clio Williams          | Olšany          | MČR                    |
| 16 | Rally Agropa           | 1996 | Jiří Pošík         |                  | Renault Clio Maxi              | Olšany          | MČR                    |
| 17 | Rally Agropa           | 1997 | Stanislav Chovanec |                  | Ford Escort RS Cosworth        | Olšany          | MČR                    |
| 18 | Rally Agropa           | 1998 | Stanislav Chovanec |                  | Ford Escort RS Cosworth        | Olšany          | MČR                    |
| 19 | Rally Agropa           | 1999 | Jan Trajbold Jr.   |                  | Ford Escort RS Cosworth        | Olšany          | MČR                    |
| 20 | Rally Agropa Pačejov   | 2000 | Emil Triner        |                  | Nissan Pulsar GTi-R            | Olšany          | MČR-Sprintrally        |
| 21 | Rally Agropa Pačejov   | 2001 | Tomáš Hrdinka      |                  | Subaru Impreza WRC 98          | Olšany          | MČR-Sprintrally        |
| 22 | Rally Agropa Pačejov   | 2002 | Štěpán Vojtěch     |                  | Toyota Corolla WRC             | Olšany          | MČR-Sprintrally        |
| 23 | Rally Agropa Pačejov   | 2003 | Štěpán Vojtěch     |                  | Peugeot 206 WRC                | Olšany          | MČR-Sprintrally        |
| 24 | Rally Agropa Pačejov   | 2004 | Štěpán Vojtěch     |                  | Peugeot 206 WRC                | Olšany          | MČR-Sprintrally        |
| 25 | Rally Agropa Pačejov   | 2005 | Václav Pech        |                  | Ford Focus RS WRC 02           | Horažďovice     | MČR-Sprintrally        |
| 26 | Rally Agropa Pačejov   | 2006 | Josef Semerád      |                  | Mitsubishi Lancer Evolution IX | Horažďovice     | MČR-Sprintrally        |
| 27 | Rally Agropa Pačejov   | 2007 | Karel Trněný       |                  | Škoda Octavia WRC              | Horažďovice     | MČR-Sprintrally        |
| 28 | Rally Agropa Pačejov   | 2008 | Roman Odložilík    |                  | Peugeot 207 S2000              | Horažďovice     | MČR-Sprintrally        |
| 29 | Fuchs Oil Rally Agropa | 2010 | Roman Odložilík    |                  | Citroën Xsara WRC              | Horažďovice     | MČR-Sprintrally        |
| 30 | Fuchs Oil Rally Agropa | 2011 | Pavel Valoušek     |                  | Škoda Fabia WRC                | Horažďovice     | MČR-Sprintrally        |
| 31 | Fuchs Oil Rally Agropa | 2012 | Tomáš Kostka       |                  | Citroën C4 WRC                 | Horažďovice     | MČR-Sprintrally        |
| 32 | EPLcond Rally Agropa   | 2013 | Esapekka Lappi     |                  | Škoda Fabia S2000              | Horažďovice     | MČR-Sprintrally        |
| 32 | EPLcond Rally Agropa   | 2014 | Jaromír Tarabus    |                  | Škoda Fabia S2000              | Horažďovice     | MČR-Sprintrally        |
| 32 | EPLcond Rally Agropa   | 2015 | Roman Odložilík    |                  | Ford Fiesta R5                 | Horažďovice     | Rallysprint Série, P2+ |
| 33 | EPLcond Rally Agropa   | 2016 | Jan Dohnal         |                  | Ford Focus RS WRC 06           | Horažďovice     | Rallysprint Série, P2+ |
| 34 | Rally Pačejov          | 2017 | Jan Dohnal         |                  | Ford Focus RS WRC 06           | Horažďovice     | Rallysprint Série, P2+ |
| 35 | Invelt Rally Pačejov   | 2018 | Jan Dohnal         |                  | Ford Focus RS WRC 06           | Horažďovice     | Rallysprint Série, P2+ |
| 36 | Invelt Rally Pačejov   | 2019 | Jan Dohnal         |                  | Ford Focus RS WRC 06           | Horažďovice     | Rallysprint Série, P2+ |
| 37 | Invelt Rally Pačejov   | 2020 | Jan Kopecký        |                  | Škoda Fabia Rally2 Evo         | Horažďovice     | MČR                    |
| 38 | Invelt Rally Pačejov   | 2021 | Jan Kopecký        |                  | Škoda Fabia Rally2 Evo         | Horažďovice     | MČR                    |
| 39 | Invelt Rally Pačejov   | 2022 | Jan Kopecký        |                  | Škoda Fabia Rally2 Evo         | Horažďovice     | MČR                    |